# Kia (királyné)
Kia ókori egyiptomi királyné a XVIII. dinasztia idején, Ehnaton mellékfelesége. Valószínűsíthetőleg azonos Taduhepa hercegnővel, Tusratta, Mitanni királya lányával, akit Ehnaton apja, III. Amenhotep háremébe küldtek két évvel annak halála előtt. Ezt alátámasztja, hogy szokatlan neve lehet egy külföldi név egyszerűsített kiejtésváltozata. Korábban feltételezték, hogy az ő fia Tutanhamon, de a 2010-ben publikált DNS-vizsgálatok szerint Tutanhamon szülei Ehnaton és egy testvére voltak, Kia pedig nem volt Ehnaton testvére.
Kia Nofertiti után Ehnaton legfontosabb felesége volt. Neve számos leleten előfordul – épületek maradványain, vázákon, kozmetikai tégelyeken. Három szobrásztanulmány feltehetőleg őt ábrázolja. A 11. uralkodási év után eltűnik; feltehetőleg meghalt a 12. és 14. év közt feltételezett pusztító járványban (a királyi család több tagja is ekkor tűnik el végleg a történelemből), vagy kegyvesztetté vált, bár egy tudós elmélete szerint elképzelhető, hogy Szemenhkaré néven ő lépett trónra; a legvalószínűbb azonban, hogy Szemenhkaré Ehnaton egy öccse vagy fia volt. Kia koporsóját és kanópuszedényeit Ehnaton temetéséhez használták fel és a KV55 sírból kerültek elő.

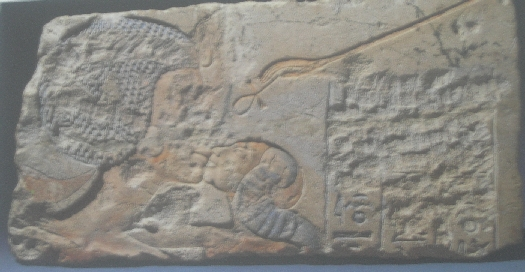
Talatát Kia és gyermeke képével

Elképzelhető, hogy az amarnai királysír Alfa kamrájának sok tudományos vitát kiváltó falfestménye – melyen Ehnaton és Nofertiti egy halott nőt gyászol, mellettük egy nőalak csecsemőt tart a karjában – Kiát ábrázolja, amint gyermekágyban meghalt. (Más feltételezések szerint a halott nő Ehnaton második lányával, Maketatonnal azonos, akiről tudni, hogy a királysírba temették el, a karjában gyermeket tartó nőről pedig feltételezték, hogy a legidősebb lány, Meritaton.) Felmerült, hogy a kép Tutanhamon születését ábrázolja, Tutanhamon Hórusz-nevének egyik eleme, a „Tutmeszut” („Örömteli születésű”) azonban ellentmondani látszik annak, hogy anyja gyermekágyban halt volna meg.
Kia számára épülhetett Ahet-Atonban az Északi palota, valamint a Maru-Aton szentély. A Maru-Atonban egy lányával együtt ábrázolják, akinek neve nem maradt fenn, bár egyesek azonosították Baketaton hercegnővel, aki egy korábbi elmélet szerint III. Amenhotep és Tije legkisebb lánya. Később ezeket az épületeket átalakították Ehnaton lányai, Meritaton és Anheszenpaaton számára, és Kia nevét kivakarták, lánya nevét pedig Meritaton Ta-serit és Anheszenpaaton Ta-serit neve váltja fel. Ők feltehetőleg a két hercegnő lányai, bár az, hogy nevük csak olyan említéseken bukkan fel, ahol korábban Kia és gyermeke neve szerepelt, azt is jelentheti, hogy Kia lányai voltak, vagy akár azt is, hogy csak fiktív személyek, akiknek említésére azért volt szükség, hogy legyen, aki felváltja Kia lányának említését. Míg nem bizonyosodott be, hogy Kia nevét vakarták ki az Északi palota feliratairól, úgy tartották, Nofertitié volt az, és ezt a királyné kegyvesztettsége jelének tartották, vagy esetleg annak, hogy ő lépett trónra Szemenhkaré néven. A név kivakarása miatt Kia létezéséről a tudománynak a 20. század elejéig nem volt tudomása.
Kia címe az egyedülálló „A király nagyon szeretett felesége” (ḥm.t mrr.tỉỉ ˁ3.t n.t nỉswt-bỉtỉ) volt, más királyné ezt nem viselte rajta kívül. Nevét Nofertitiével ellentétben nem írták kártusba, ezzel jelezve alacsonyabb rangját.
Fennmaradtak kanópuszedényei, melyeken az Amarna-kor vallási újításának megfelelően nem a négy Hórusz-fiú fejét ábrázolják, hanem feltehetőleg magát Kiát, az abban az időben divatos rövid, núbiai eredetű hajviselettel.